# Placówki dyplomatyczne i konsularne w Polsce: V
Stan na: 23 grudnia 2024

## Vanuatu
Brak placówki obsługującej Polskę.